# Tatort: Der Fremdwohner
Der Fremdwohner ist ein deutscher Fernsehfilm aus der Krimireihe Tatort. Der vom Bayerischen Rundfunk produzierte Beitrag wurde am 17. November 2002 im Ersten Programm der ARD erstgesendet. Es war der 33. Fall für das Ermittlerduo Batic und Leitmayr.

## Handlung
Radio Uptown berichtet live von der Auer Dult, einer „Volksbelustigung älter als die Oktoberfest“, und weist besonders darauf hin, dass sogar Karl Valentin aus der Au stammt. Unterdessen möchte ein etwas verkniffener Herr, der den Anschein erweckt, ein Bote zu sein, ein Päckchen bei Frau Burger abgeben. Die Nachbarin nimmt es ihm ab. Mit einem riesigen Schlüsselbund findet er Einlass in Veronika Burgers Wohnung, wo er Musik hört sowie seine Beobachtungen und Handlungen in einem Diktiergerät festhält. Das Aquarium scheint es ihm besonders angetan zu haben, denn er setzt eine Tauchermaske auf und taucht mit dem Kopf hinein. Eine Mitteilung auf dem Anrufbeantworter macht ihn stutzig, da es dort um einen heimlichen Besucher geht. Nach dem Löschen dieser Nachricht kommt Veronika Burger früher als üblich von der Arbeit und der Eindringling flüchtet in die Galerie der Wohnung. Der fremde Besucher bespricht zuhause sein Diktiergerät mit Beschreibungen der toten Veronika Burger. Er entfernt alle Notizen und Fotos zu ihr von seiner Pinnwand.
Kriminalhauptkommissar Franz Leitmayr zieht gerade in der Nachbarschaft mit Kollege Batic ein, als sie zum Tatort gerufen werden. Dort erwartet sie Kollege Menzinger, der sich über die seltsame Wasserleiche wundert, da Veronika Burger wie dekoriert kopfüber im Aquarium hängt. Allerdings wurde sie mit dem Schürhaken erschlagen. Entwendet wurde nichts. Ihr Freund, Jean-Claude Bartl, ist verzweifelt und ratlos. Die Nachbarin von Frau Burger beschreibt den Kurier und gibt Leitmayr das – leere – Päckchen. Parallel halluziniert der heimliche Besucher Begegnungen mit einem kleinen Jungen, seinem ertrunkenen Sohn. Anita Mecke, die Veronika Burger vor dem „abartigen Schleicher“ am Telefon gewarnt hatte, berichtet den Kommissaren, dass dieser die Fische im Aquarium gefüttert haben muss, da die dafür vorgesehene Nachbarin während Burgers Urlaub plötzlich ins Krankenhaus musste.
Bartl versucht vergeblich, mit einer gefälschten Vollmacht Zugang zu Burgers Bankschließfach zu erhalten. Währenddessen lässt sich Leitmayr von der Polizei-Psychologin die Motivation des Phantoms, eines sogenannten Fremdwohners, erklären: Er fühlt sich als Schatten, als Geist, der nur in fremden Wohnungen zur Person wird. Im vor drei Monaten angemieteten Schließfach finden die Kommissare 50.000 Franken. Sie könnten von einer Abfindung stammen, die Veronika Burger von ihrem früheren Chef, Dr. Wilfried Manz, angeblich bekommen haben soll. Dieser jedoch hat die Tote vor zwei Jahren angeblich wegen Unregelmäßigkeiten entlassen und keine Abfindung gezahlt. Für den Tatzeitpunkt gibt er ein plausibles Alibi zu Protokoll. Kurz darauf erhält er von Bartl einen Drohanruf und am nächsten Morgen wird er tot in seinem Auto aufgefunden. Auf dem Beifahrersitz liegen jede Menge Tabletten und Alkohol. Bartl wird aufs Revier gebracht und gibt an, bei Dr. Manz Privatadresse gewesen zu sein, jedoch sei dieser schon tot gewesen. Das Kommissariat erreicht ein anonymer Brief, aus dem hervorgeht, dass Bartl nicht der Mörder von Veronika Burger ist, sondern sie von einem Pärchen umgebracht wurde. Die Frau soll dabei Fotos gemacht haben. Die Details des Briefs deuten auf einen stillen Beobachter des Geschehens hin, offensichtlich das Phantom.
Die Kommissare können ermitteln, dass die Künstlerin Ana Gramm, deren Exponate im Notariat Dr. Manz hängen, jüngst Erbin ihres reichen Vaters wurde, der zuletzt gesagt haben soll: „Ich habe keine Tochter mehr.“ Danach hatte er im Krankenhaus eine Testamentsänderung Dr. Manz und Veronika Burger zu Protokoll gegeben. Allerdings unterscheiden sich die Testamente nicht nennenswert, was die Kommissare folgern lässt, dass der Notar nach der Entlassung von Veronika Burger das Testament wieder in die ursprüngliche Fassung gebracht hat. Manz und Gramm hatten zudem ein sexuelles Verhältnis. Die Kommissare fragen sich, ob Burger Wind von der Testamentsfälschung bekommen hat und erst ihren früheren Arbeitgeber und dann die Erbin erpresst hat. Aufgeschreckt durch die polizeilichen Ermittlungen überprüft Ana Gramm die Fotos vom Tatort und erkennt den Fremdwohner in einer Spiegelung einer Aquariumscheibe. Der Zuschauer erfährt, dass sie gemeinsam mit ihrem Mitarbeiter und Jugendfreund, dem aktenkundigen Richie Freisinger, für die Tode von Veronika Burger und Dr. Wilfried Manz verantwortlich ist. Josef Pieringer, der Fremdwohner, meldet sich telefonisch bei KHK Leitmayr, nachdem er vom Apotheker Bernie erfahren hat, dass der Kommissar auch im Hause wohnt. Leitmayr erfährt, dass der Mann des Pärchens nicht Dr. Manz war und weist Pieringer darauf hin, dass er selber in Gefahr sei. Die Verfolgung von Ana Gramm, die sich an den Mordzeugen von einem Pressefoto her erinnert, führt zu einem Zeitungsarchiv. Dort findet Batic auf Mikrofiche einen Artikel über den Selbstmord von Anna P. an der Isar und einen Hinweis auf Verletzung der Aufsichtspflicht von Josef P. gegenüber dem kleinen Ernstl.
Als Leitmayr die Wohnung von Josef Pieringer checken will, wird er von Richie Freisinger niedergeschlagen, der dort auf den Mieter wartete. Freisinger flüchtet rechtzeitig vor dem dazukommenden Batic und stößt vor dem Haus auf Pieringer, der aufgrund des Lichts der Kommissare in seiner Wohnung nicht nach oben geht, sondern beim Weitergehen auf den Gedanken kommt, mit einem mit Sand gefüllten Rucksack den Sprung seiner Frau von der Zenneckbrücke nachzuempfinden. Auf der Brücke kommen Ana und Richie auf ihn zu, mit dem Rucksack kann er einen Messerstich abfangen, ehe Leitmayr und Batic noch rechtzeitig eintreffen.

## Rezeption

### Einschaltquoten
Die Erstausstrahlung von Der Fremdwohner am 17. November 2002 auf Das Erste wurde von 8,44 Millionen Zuschauern gesehen und erreichte einen Marktanteil von 23,5 Prozent.

## Kritik
TV Spielfilm ist begeistert von dem „hervorragend“ spielenden August Zirner, der einer „abseitigen Passion frönt“ und kommt zum Schluss: „Ein Krimi-Puzzle mit ganz besonderer Note“.